# 永寧縣 (巴東郡)
永寧縣，漢朐忍縣，屬巴郡。蜀分置漢豐縣，北周改漢豐縣為永寧縣。隋開皇末改永寧縣為盛山縣，以山為名，《隋書》作西魏改。在今重慶市開縣。